# Biotic Baking Brigade
Biotic Baking Brigade (BBB) és un grup d'activistes coneguts per haver llançat pastissos a les cares de coneguts personatges de pes internacional. L'art de llançar una exquisidesa recent feta a la cara d'una pomposa personalitat té una llarga i tradició, i funciona com una manera de posar en relleu una causa particular, sovint afegint-hi així una incrementada atenció dels mitjans de comunicació. Al llarg de la seva trajectòria, la Biotic Baking Brigade ha llançat pastissos a les cares de personatges com Bill Gates, el premi Nobel d'Economia Milton Friedman, l'exalcalde de San Francisco Willie Brown, Sylvester Stallone, el rei Carles Gustau de Suècia o l'exdirector de l'Organització Mundial del Comerç Renato Ruggiero.